# 揚沃德阿迪森 (伊利諾伊州)
揚沃德阿迪森（英語：Yeoward Addition）是位於美國伊利諾伊州懷特塞德縣的一個非建制地區。該地的面積和人口皆未知。

## 地理
揚沃德阿迪森的座標為41°45′29″N 89°39′38″W / 41.75806°N 89.66056°W，而該地的平均海拔高度為196米（即643英尺）。